# Nína Tryggvadóttir
Nína Tryggvadóttir (de son nom complet Jónína Tryggvadóttir), née le 16 mars 1913 à Seyðisfjörður en Islande et morte le 18 juin 1968, est une artiste islandaise, figure reconnue de l'expressionnisme abstrait.

## Biographie
Nína Tryggvadóttir étudie l'art en Islande avant de déménager à Copenhague en 1935, où elle est diplômée en 1939 de l'Académie royale de l'art, puis à Paris et à New York en 1942, où elle s'inscrit à l'Art Students League of New York. 
Elle travaille principalement la peinture, mais elle réalise également des collages en papier, des vitraux, et des  mosaïques. Elle s'inspire souvent des paysages de l’Islande.
En 1949, elle épouse Alfred Copley (en) puis rentre en visite en Islande. Elle y est informée qu'elle ne peut pas retourner aux États-Unis parce qu'elle était soupçonnée d'être une sympathisante communiste.
Pendant son exil forcé, elle vit dans de nombreux endroits en Europe, notamment en Islande. Elle vit pendant plusieurs années avec son mari à Paris, où naît leur fille en 1951. Elle poursuit son travail, qu'elle expose dans de nombreux endroits à travers l'Europe. Le couple retourne finalement à New York en 1959. Au cours de toutes ces années à l'étranger, elle continue à exposer régulièrement en Islande, où son apport à la scène artistique est notable.

## Hommage
Depuis 2012, un cratère de la planète Mercure est nommé Tryggvadóttir en son honneur.